# Hospital de la Universidad Católica Fu Jen
La Hospital de la Universidad Católica Fu Jen (en chino: 天主教輔仁大學附設醫院) es un hospital en el distrito de Taishan, Nueva Taipéi, Taiwán que se fundó en 2017.
El hospital considera a la "Clínica Mayo de Taiwán" como su objetivo de desarrollo.。

## Historia
- 1990: Se estableció la Facultad de Medicina de la Universidad Católica Fu Jen.[5]
- 2007: La Clínica Universitaria fue inaugurada en la Facultad de Medicina de Fu Jen.[6]
- 2017: Se estableció el Hospital Universitario.[7]